# Tamás Részegh
Tamás Részegh (* 31. Juli 1997 in Miercurea Ciuc) ist ein rumänischer Eishockeyspieler, der seit 2021 erneut beim HSC Csíkszereda unter Vertrag steht und mit dem Klub in der multinationalen Ersten Liga spielt.

## Karriere

### Club
Tamás Részegh, der der ungarischsprachigen Minderheit der Szekler in Rumänien angehört, begann seine Karriere in der Nachwuchsabteilung HSC Csíkszereda, dem traditionsreichen Klub der Szekler aus seiner Heimatstadt. 2012 debütierte er in der zweiten Herren-Mannschaft des Klubs in der rumänischen Liga. Daneben spielte er auch für die Nachwuchsmannschaft „Phoenix“ in der ungarischen U18-Liga. 2013 wechselte er zum HK Ruzinov 99 Bratislava in die slowakische U18-Liga und führte das Team 2015 als Topscorer und bester Vorlagengeber zur slowakischen U18-Vizemeisterschaft. Anschließend wechselte er zu Piráti Chomutov in die tschechische U20-Liga. Die Spielzeit 2017/18 verbrachte er bei Alba Volán Székesfehérvár in der multinationalen Ersten Liga und trug zudem in den Playoffs der Erste Bank Young Stars League mit acht Punkten in acht Spielen zum Titelgewinn der U20-Mannschaft des Klubs aus Mitteltransdanubien bei. Anschließend kehrte er für ein Jahr zu seinem Stammverein HSC Csíkszereda zurück, mit dem er ebenfalls in der Ersten Liga spielte. Von 2019 bis 2021 spielte er für den ungarischen DVTK Jegesmedvék in der slowakischen Extraliga. Anschließend wechselte er erneut zum HSC Csíkszereda zurück und gewann mit dem Klub 2022 sowohl die Erste Liga, als auch die rumänische Meisterschaft.

### International
Részegh spielt international im Gegensatz zu anderen Szeklern, die für Ungarn antreten, für sein Geburtsland Rumänien. Zunächst spielte er beim Europäischen Olympischen Jugendfestival 2013 in Brașov. Aber auch bei Weltmeisterschaften war er im Juniorenbereich aktiv: Bei den U18-Weltmeisterschaften 2013 und 2014 spielte er ebenso wie bei der U20-Weltmeisterschaft 2017, als er zum besten Spieler seiner Mannschaft gewählt wurde, in der Division II.
Sein Debüt in der Herren-Nationalmannschaft gab Részegh bei der Weltmeisterschaft 2018 in der Division I, in der er auch 2019, als den Rumänen der Aufstieg von der B- in die A-Gruppe der Division gelang, 2022 und 2024 spielte. Zudem vertrat er seine Farben bei der Olympiaqualifikation für die Winterspiele in Mailand 2026.

## Erfolge und Auszeichnungen
- 2018 Gewinn der Erste Bank Young Stars League mit Alba Volán Székesfehérvár
- 2019 Aufstieg in die Division I, Gruppe A bei der Weltmeisterschaft der Division I, Gruppe B
- 2022 Gewinn der Ersten Liga mit dem HSC Csíkszereda
- 2022 Rumänischer Meister mit dem HSC Csíkszereda

## Erste-Liga-Statistik
(Stand: Ende der Saison 2023/24)